# Vicenç Borràs

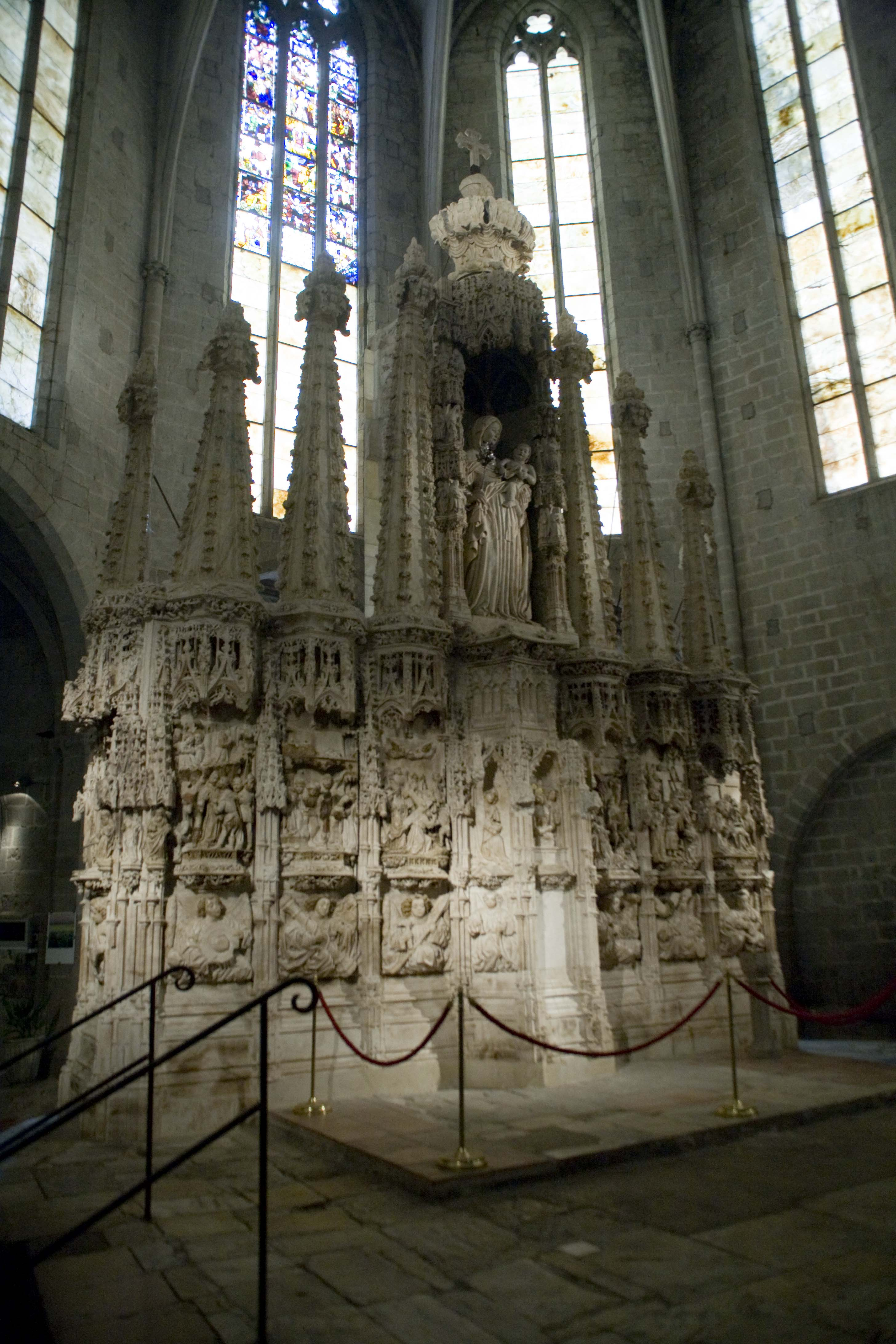
Retaule d'alabastre de la Basílica de Castelló d'Empúries.

Vicenç Borràs fou un escultor del segle xv, veí de Figueres.
Cap al 1455 va treballar a Vic, on se li atribueix un Sant Miquel avui dia exhibit al Museu Episcopal. Va començar el retaule d'alabastre de la Basílica de Santa Maria de Castelló d'Empúries, intervinguent en el tabernacle de la Mare de Déu.